# The Tale of a Coat
The Tale of a Coat è un cortometraggio muto del 1916 diretto da William Beaudine

## Trama
Jack ottiene il consenso del signor Dough al suo matrimonio con Ethel quando, per pura fortuna, cattura due maldestri ladri che avevano appena derubato la casa di Dough.